# Коминати, Роберто
Роберто Коминати (итал. Roberto Cominati; род. 17 ноября 1969, Неаполь) — итальянский пианист.
Учился у Альдо Чикколини в музыкальной академии города Бьелла, затем у Франко Скала в Фортепианной академии в Имоле. В 1991 г. выиграл Международный конкурс имени Казеллы в Неаполе, а в 1993-м — более престижный Конкурс пианистов имени Бузони.
Коминати много концертирует в Италии, а с 2004 г. неоднократно выступал в США, удостоившись лестного отзыва Washington Post:

Коминати — мыслящий и технически одарённый пианист, и это стало ясно из серии деликатно сыгранных произведений Дебюсси… Но в его игре может проступать и воодушевление, и большую пьесу Шумана он насытил красками и блеском. При этом приличествующее самообладание всегда удерживает под контролем демонизм и пламенность, так что именно чувство отточенности и ясности привлекает в его мастерстве.